# Taenaris trita
Taenaris trita är en fjärilsart som beskrevs av Hans Ferdinand Emil Julius Stichel 1906. Taenaris trita ingår i släktet Taenaris och familjen praktfjärilar. Inga underarter finns listade i Catalogue of Life.